# Procladius polytomus
Procladius polytomus är en tvåvingeart som först beskrevs av Jean-Jacques Kieffer 1923.  Procladius polytomus ingår i släktet Procladius och familjen fjädermyggor. Inga underarter finns listade i Catalogue of Life.